# Scen (sekvens)
En scen är en del av handlingen i en film, en teaterpjäs, ett datorspel eller en bok, som vanligtvis är avgränsad i rum och tid. 
Under stora delar av den västerländska litteratur- och dramahistorien har begreppet scen helt enkelt syftat på en del av en akt eller ett kapitel, utan några större begränsningar i vad som kunde/skulle äga rum inom scenen.

## Den franska scenen
Det tankesättet bröts i och med franskklassicismen, där kraven ställdes högre för att berättelserna skulle bli förtätade: begränsad tid och begränsad plats, och gärna ett begränsat antal medverkande.
Ett hjälpmedel som författarna snart uppfann för att slippa skriva en lång scen (vilket också skulle ha löpt risk att bli tråkigt för publiken) var vad som numera kallas den franska scenen: man delade in berättelserna efter rollfigurernas in- och utgångar. Varje gång en person gick ut, blev det en ny scen. På det sättet kunde man lättare strukturera upp berättelserna.

## Typer av scener
- teaser
- anslag
- expositionsscen
- festscen
- actionscen
- sexscen
- klimax
- montage
- musiknummer
- ankomstscen
- avtoning

## Berömda filmscener
- Psycho: den berömda duschscenen där kvinnan mördas i duschen.
- Guldfeber: scenen där Charlie Chaplin äter upp sina skor
- Slutet ur Borta med vinden ("Frankly, my dear, I don't give a damn!")
- Slutet ur Casablanca ("I think this could be the beginning of a beautiful friendship.")
- Laserstrålescenen ur Goldfinger
- E.T.: cykeln som flyger framför fullmånen
- Scenen när Neo och Trinity tar sig in i det bevakade huset i Matrix
- Scenen där Harold Lloyd hänger i en klockas visare från Upp genom luften
- Scenen i Scarface där Tony Montana säger "Say hello to my little friend!"
- Titanic: scenen där Jack tar Rose till fören och låtsas att de flyger
- Alien där en Alien tränger sig ur Kanes mage